# Вагина (деревня)
Вагина — деревня в Аромашевском районе Тюменской области, входит в Юрминское сельское поселение (согласно административно-территориальному делению входит в Юрминский сельский округ).

## География
Расположена на реке Суэтяк вблизи левого берега Вагая в 1,5 км от южной окраины деревни Юрминка, в 13 км к югу от Аромашево и в 190 км к востоку от Тюмени. Состоит из двух разрозненных частей по разным берегам Суэтяка, соединённых одной дорогой.
Вблизи деревни проходит автодорога Голышманово (Р402) — Аромашево — Вагай, от неё через деревню на восток (по мосту через реку Вагай) отходит дорога к соседней деревне Кармацкая (на Малоскаредное). Имеется также дорога на север в Юрминку. Ближайшая железнодорожная станция находится в Голышманово (41 км к югу, на линии Тюмень — Омск).

## Население
| 1989 | 2002 | 2010 |
| ---- | ---- | ---- |
| 230  | ↘226 | ↘183 |

Национальный состав: русские — 90 %, казахи — 4 %, арийцы - 6 %

## История
По некоторым данным деревня получила название в честь фамилии её основателя Вагина. Деревня располагалась на коммерческом тракте Петропавловск — Ирбит. В селении устраивались два однодневных торжка — 8 ноября и во второй день Святой Троицы. В начале XX века действовала деревянная часовня-школа, числившаяся в приходе Николаевской церкви села Усть-Суерского.